# Гардендейл (Алабама)
Гардендейл (англ. Gardendale) — місто (англ. city) в США, в окрузі Джефферсон штату Алабама. Населення — 16 044 особи (2020).

## Історія
Більшість з перших поселенців, що з'явились в цій місцевості, були ветеранами війни 1812 року.
Після Громадянської війни, в 1870 році, коли в цьому районі почали відкриватися вугільні шахти, населення Ґардендейла подвоїлися практично відразу.
На рубежі 20-го століття, багато людей, які працювали в районі Бірмінгема переїхали до Ґардендейла з деяких північних графств штату. Населення продовжувало зростати і значно розширилося в часи Першої світової та Другої світової воєн.
Гардендейл був зареєстрований і став містом в 1955 році. На початку 21 століття місто має близько 470 підприємств, 5 шкіл, 2 приватні школи та понад 25 церков в межах міста.

## Географія
Гардендейл розташований за координатами 33°40′36″ пн. ш. 86°48′35″ зх. д. / 33.67667° пн. ш. 86.80972° зх. д. (33.676587, -86.809844).  За даними Бюро перепису населення США в 2010 році місто мало площу 58,40 км², з яких 58,39 км² — суходіл та 0,01 км² — водойми.

## Демографія
Згідно з переписом 2010 року, у місті мешкали 13 893 особи в 5670 домогосподарствах у складі 3979 родин. Густота населення становила 238 осіб/км².  Було 6040 помешкань (103/км²).
Расовий склад населення:
| - 88,4 % — білих - 8,6 % — чорних або афроамериканців - 1,2 % — азіатів - 0,3 % — корінних американців |

До двох чи більше рас належало 1,0 %. Частка іспаномовних становила 1,5 % від усіх жителів.
За віковим діапазоном населення розподілялося таким чином: 21,5 % — особи молодші 18 років, 60,1 % — особи у віці 18—64 років, 18,4 % — особи у віці 65 років та старші. Медіана віку мешканця становила 41,9 року. На 100 осіб жіночої статі у місті припадало 86,0 чоловіків;  на 100 жінок у віці від 18 років та старших — 83,3 чоловіків також старших 18 років.
Середній дохід на одне домашнє господарство  становив 73 109 доларів США (медіана — 56 132), а середній дохід на одну сім'ю — 88 637 доларів (медіана — 72 604). Медіана доходів становила 56 667 доларів для чоловіків та 41 701 долар для жінок. За межею бідності перебувало 7,8 % осіб, у тому числі 7,4 % дітей у віці до 18 років та 6,6 % осіб у віці 65 років та старших.
Цивільне працевлаштоване населення становило 6499 осіб. Основні галузі зайнятості: освіта, охорона здоров'я та соціальна допомога — 24,1 %, науковці, спеціалісти, менеджери — 11,4 %, роздрібна торгівля — 10,3 %, виробництво — 9,7 %.